# Carlos Humberto Romero
Carlos Humberto Romero Mena (Chalatenango, 29 de fevereiro de 1924 — San Salvador, 27 de fevereiro de 2017) foi um general e presidente de El Salvador, de 1977 até 1979.

## Carreira
Romero manteve o poder até outubro de 1979, quando foi deposto com um golpe de Estado reformista por dissidentes, oficiais militares politicamente conservadores e moderados e civis. O golpe de Estado que depôs o presidente-general Humberto Romero foi preâmbulo a uma guerra civil de doze anos de El Salvador. Romero era um membro do Partido de Conciliação Nacional, e também atuou como ministro da Defesa entre 1972-1973. O domínio do Presidente-General Romero foi uma ditadura militar no estilo de seus predecessores. O período de Romero no cargo foi amplamente caracterizado pela escalada de violência e instabilidade. No final de 1970, a agitação política aumentou, por causa de graves desigualdades socioeconômicas de El Salvador sem resposta por seu governo e o descontentamento generalizado com a política governamental, culminou com protestos e rebelião generalizada, que foram recebidas com represálias por parte das forças do governo. Em resposta, as forças de segurança e esquadrões da morte do governo torturou e assassinou com regularidade sindicalistas, religiosos, intelectuais, agricultores independentes, funcionários da universidade e manifestantes. A repressão do governo matou 687 civis em 1978 e um adicional de 1 796 em 1979.